# Гармаш, Дарья Матвеевна
Да́рья Матве́евна Гарма́ш (1919—1988) — механизатор Рыбновской МТС Рязанской области. Герой Социалистического Труда (1971). Лауреат Сталинской премии третьей степени (1946). Член ВКП(б) с 1943 года.

## Биография
Дарья Гармаш родилась 21 декабря 1919 года в селе Старое Ирклеевского района Киевской области в бедной крестьянской семье. Во время Великой Отечественной войны инициатор соревнования женских тракторных бригад в СССР (1942), бригадир тракторной бригады.
У Оксаны Филипповны и Матвея Ивановича Гармаш было пятеро детей — три сына и две дочери: Григорий, Степан, Андрей, Анна и Даша. Отец был участником Первой мировой войны, демобилизовался по ранению. Вскоре после рождения Даши он умер. Оксана Филипповна одна поднимала детей.
Анна, сестра Даши, вспоминала: «Мы помогали матери как могли: ухаживали за скотиной, выполняли все работы по дому. Даша росла бойкой девочкой, была заводилой во всех делах. Часто собирались с подружками в кружок и пели свои украинские песни. В те годы дети бедняков не могли учиться по многим причинам. Одной из них было отсутствие нормальной одежды, обуви. Почти все дети бегали босиком до самых морозов. Чтобы как-то помочь матери, мы с Дашей после школы прислуживали в одной зажиточной еврейской семье. За работу давали старую одежду».
Благодаря своему трудолюбию и огромному желанию учиться Даша успешно закончила четыре класса в школе на Украине.
В 1932 году, когда на Украине разразился сильный голод, Оксана Филипповна решается на переезд с младшими детьми к сыну Степану. Он ещё в начале 20-х годов обустроился в совхозе Глебково-Дивово Рыбновского района Рязанской области. Здесь Даша продолжает учиться. Закончив шесть классов Глебковской школы, Даша идет работать в совхоз. Сначала была звеньевой, затем бригадиром полеводческой бригады.
Впервые увидев трактор в поле, узнав о почине Прасковьи Ангелиной, она решила стать трактористкой. В одном из своих уже послевоенных телеинтервью Дарья Матвеевна вспоминала: «Я увлеклась этой работой во времена Паши Ангелиной. Помню выступление П. Ангелиной на сессии Верховного Совета 1-го созыва в 1937 году. О ней писали газеты. И я все думала, хотя бы чуть-чуть быть похожей на неё. Такое стремление у меня всегда было».
В 1936 году Дарья Матвеевна поступила на курсы трактористов при Рыбновской МТС. Училась упорно и увлеченно, окончила курсы на «отлично». После возвращения в свой совхоз, она целый год работала трактористкой. На всю жизнь Даша запомнила свой первый рабочий день на тракторе. Она чувствовала, что земля дает ей великую силу. «Навек я с ним, с полем, с пашней, с трактором!» — думала она.
В течение пяти лет её женская бригада становилась победителем всесоюзного соревнования. С 1951 года управляющая районным объединением «Сельхозтехника» Рязанской области.
Депутат Совета Союза Верховного Совета СССР 2-го, 3-го и 4-го созывов (1946—1958).

Скончалась 1 июля 1988 года в Рязани. Похоронена в деревне Горяйново Рыбновского района. Трактор Дарьи Гармаш находится на постаменте рядом с федеральной трассой М-5 в деревне Зеленинские Дворики (около деревни Баграмово). Также в городе Рыбное Рязанской области есть улица Дарьи Гармаш.

## Семья
- Муж — Михаил Иванович Метелкин.
  - Дочь Людмила — врач.
  - Сын Владимир — геолог.
- Муж — Александр Андреевич Киселев.
  - Сын — Александр Александрович Киселев (род. в 1957), генеральный директор «Технического центра им. Д. М. Гармаш».

## Награды и премии
- Сталинская премия третьей степени (1946) — за коренное усовершенствование методов эксплуатации колёсных тракторов, обеспечивших пятикратное увеличение сезонной нормы тракторов при большой экономии горючего и при высоком качестве работ
- Герой Социалистического Труда (1971)
- Орден Ленина (1971)
- Два ордена Трудового Красного Знамени
- Орден «Знак Почёта»
- Медали
- Приз Паши Ангелиной